# Kaarankajärvi
Kaarankajärvi är en sjö i Finland. Den ligger i kommunen Kuortane i landskapet Södra Österbotten, i den centrala delen av landet, 300 km norr om huvudstaden Helsingfors. Kaarankajärvi ligger 133,9 meter över havet. I omgivningarna runt Kaarankajärvi växer i huvudsak blandskog. Arean är 2,04 kvadratkilometer och strandlinjen är 10,01 kilometer lång. Sjön  ingår i Lappo å huvudavrinningsområde. 